# Diamantino Miranda
 (novembre 2013).
Si vous disposez d'ouvrages ou d'articles de référence ou si vous connaissez des sites web de qualité traitant du thème abordé ici, merci de compléter l'article en donnant les références utiles à sa vérifiabilité et en les liant à la section « Notes et références ».
Diamantino Manuel Fernandes Miranda, né le 3 août 1959 à Moita, est un footballeur portugais. Il est aussi entraîneur.

## Biographie
En tant que milieu de terrain, il fut international portugais à 22 reprises (1981-1986) pour 5 buts. 
Sa première sélection fut jouée le 18 novembre 1981, à Lisbonne, contre l'Écosse, dans le cadre des éliminatoires de la Coupe du monde de football 1982, qui se solda par une victoire lusitanienne (2-1).
Il participa à l'Euro 1984, en France. Le Portugal fut demi-finaliste de cette compétition : il fut remplaçant contre la Roumanie et contre l'Espagne, il ne joue pas contre la RFA, et est titulaire contre la France en demi. Il n'inscrit pas de but.
Il participa à la Coupe du monde de football de 1986, au Mexique. Il est titulaire contre l'Angleterre et la Pologne. Alors qu'il est remplaçant contre le Maroc, il inscrit un but à la 80e minute, mais insuffisant pour éviter la défaite (1-3). Le Portugal sera éliminé dès le premier tour. 
Ce match sera la dernière sélection de Diamantino Miranda avec le Portugal.
Il joua dans des clubs portugais : Vitória Setúbal, Benfica Lisbonne, Amora Football Club et Boavista Football Club. Avec Benfica, il remporta le Championnat du Portugal de football à 4 reprises, la Coupe du Portugal de football à 5 reprises et la Supercoupe du Portugal à 3 reprises. Il fut finaliste de la C1 en 1988 et en 1990, et finaliste de la C3 en 1983.
En tant qu'entraîneur, il entraîna dans des clubs portugais de première et de seconde division, ne remportant qu'un titre de champion de D2 en 1997 avec Sporting Clube Campomaiorense. Il est actuellement l'entraîneur adjoint de Quique Sánchez Flores, au Benfica Lisbonne.

## Clubs

### En tant que joueur
- 1976-1977 : Vitória Setúbal
- 1977-1980 : Benfica Lisbonne
- 1980-1981 : Amora Football Club
- 1981-1982 : Boavista Football Club
- 1982-1990 : Benfica Lisbonne
- 1990-1993 : Vitória Setúbal

### En tant qu'entraîneur
- 1994-1995 : Vitória Setúbal
- 1995 : CD Beja
- 1995-1997 : Sporting Clube Campomaiorense
- 1997-1998 : Gil Vicente Futebol Clube
- 1998-2000 : FC Felgueiras
- 2002-2003 : Vitória Setúbal
- 2003-2005 : FC Felgueiras
- 2005-2007 : Portimonense Sporting Clube
- 2007-2008 : Varzim Sport Club
- 2008 : Sporting Clube Olhanense
- 2008- : SL Benfica (entraîneur adjoint)

## Palmarès

### En tant que joueur
- Ligue des champions de l'UEFA
  - Finaliste en 1988 et en 1990
- Coupe UEFA
  - Finaliste en 1983
- Championnat du Portugal de football
  - Champion en 1983, en 1984, en 1987 et en 1989
  - Vice-champion en 1978, en 1979, en 1982, en 1986, en 1988 et en 1990
- Coupe du Portugal de football
  - Vainqueur en 1980, en 1983, en 1985, en 1986 et en 1987
  - Finaliste en 1989
- Supercoupe du Portugal
  - Vainqueur en 1980, en 1985 et en 1989
  - Finaliste en 1983, en 1984, en 1986 et en 1987
- Championnat du Portugal de football D2
  - Troisième en 1993

### En tant qu'entraîneur
- Championnat du Portugal de football D2
  - Vainqueur en 1997